# Cova del Graller
La Cova del Graller, és una cova del terme municipal de Tremp, al Pallars Jussà, a l'antic terme de Sapeira.
Està situada molt enlairada en el vessant nord-occidental de la Serra de Gurp, a la banda dreta de la capçalera del barranc del Graller, a prop i al sud-oest del Tossal de Codonyac. Hi passa a prop, per damunt i al nord-est, la pista de muntanya que uneix Sapeira amb Tremp, anomenada Camí de Tremp.